# Agnes Samaria
Agnes Maryna Samaria (sinh ngày 11 tháng 8 năm 1972 tại Otjiwarongo ) là một vận động viên chạy bộ trung bình ở Namibia đã nghỉ hưu, chuyên về 800 mét.
Samaria là Đại sứ thiện chí của UNICEF từ năm 2005.

## Thành tích giải đấu
| Năm                  | Giải đấu                   | Địa điểm                   | Thứ hạng             | Nội dung             | Chú thích            |
| Representing Namibia | Representing Namibia       | Representing Namibia       | Representing Namibia | Representing Namibia | Representing Namibia |
| -------------------- | -------------------------- | -------------------------- | -------------------- | -------------------- | -------------------- |
| 1995                 | Universiade                | Fukuoka, Japan             | 25th (h)             | 400 m                | 57.63                |
| 1995                 | Universiade                | Fukuoka, Japan             | 25th (h)             | 800 m                | 2:11.61              |
| 1999                 | All-Africa Games           | Johannesburg, South Africa | 17th (h)             | 800 m                | 2:11.58              |
| 2001                 | World Championships        | Edmonton, Canada           | 16th (h)             | 800 m                | 2:03.11              |
| 2002                 | Commonwealth Games         | Manchester, United Kingdom | 3rd                  | 800 m                | 1:59.15 (NR)         |
| 2002                 | African Championships      | Radès, Tunisia             | 2nd                  | 800 m                | 2:03.63              |
| 2003                 | World Indoor Championships | Birmingham, United Kingdom | 7th (sf)             | 800 m                | 2:01.29              |
| 2003                 | World Championships        | Paris, France              | 23rd (sf)            | 800 m                | 2:02.66              |
| 2004                 | World Indoor Championships | Budapest, Hungary          | 16th (h)             | 800 m                | 2:05.05              |
| 2004                 | Olympic Games              | Athens, Greece             | 8th (sf)             | 800 m                | 1:59.37              |
| 2005                 | World Championships        | Helsinki, Finland          | 9th (sf)             | 800 m                | 2:00.13              |
| 2006                 | African Championships      | Bambous, Mauritius         | 6th                  | 800 m                | 2:07.65              |
| 2007                 | World Championships        | Osaka, Japan               | 22nd (sf)            | 800 m                | 2:02.25              |
| 2007                 | World Championships        | Osaka, Japan               | 6th                  | 1500 m               | 4:07.61 (NR)         |
| 2007                 | All-Africa Games           | Algiers, Algeria           | 2nd                  | 800 m                | 2:03.17              |
| 2007                 | All-Africa Games           | Algiers, Algeria           | 3rd                  | 1500 m               | 4:09.18              |
| 2007                 | World Athletics Final      | Stuttgart, Germany         | 5th                  | 1500 m               | 4:05.44 (NR)         |
| 2008                 | World Indoor Championships | Valencia, Spain            | 14th (h)             | 800 m                | 2:05.23              |
| 2008                 | African Championships      | Addis Ababa, Ethiopia      | 3rd                  | 800 m                | 2:00.62              |
| 2008                 | African Championships      | Addis Ababa, Ethiopia      | 3rd                  | 1500 m               | 4:13.91              |
| 2008                 | Olympic Games              | Beijing, China             | 26th (h)             | 800 m                | 2:02.18              |
| 2008                 | Olympic Games              | Beijing, China             | 27th (h)             | 1500 m               | 4:15.80              |

### Thành tích cá nhân tốt nhất
- 400 mét - 53,83 giây (2001)
- 800 mét - 1: 59,15 phút (2002)
- 1500 mét - 4: 05.30 phút (2008)
- Chạy dặm - 4: 25,01 phút (2007)

Phụ nữ thể thao của năm Namibia (2002, 2003, 2004, 2005, 2006, 2007)